# Марія де Роган Шеврез
Марі́ Еме́ де Рога́н-Монбазо́н, герцоги́ня де Шевре́з (фр. Marie Aimée de Rohan, duchesse de Chevreuse; грудень 1600, Париж, Французьке королівство — 12 серпня 1679, Ганьї, Сена-Сен-Дені, Франція) — представниця вищої французької аристократії, одна з центральних фігур у вирі придворних інтриг Франції 1-ї половини XVII століття. Вона була віддалена від королівського двору за потурання зв'язку Анни Австрійської з герцогом Бекінгемським, за плани змістити Людовика XIII з трону, за передання Іспанії викрадених у свого коханця державних таємниць, за організацію листування королеви з ворожим Франції іспанським королем, а також за участь у змовах, спрямованих на фізичне усунення кардиналів Рішельє і Мазаріні, однак кожен раз поверталася до Лувру, щоб із новими силами включитися в придворну боротьбу.

## Життєпис

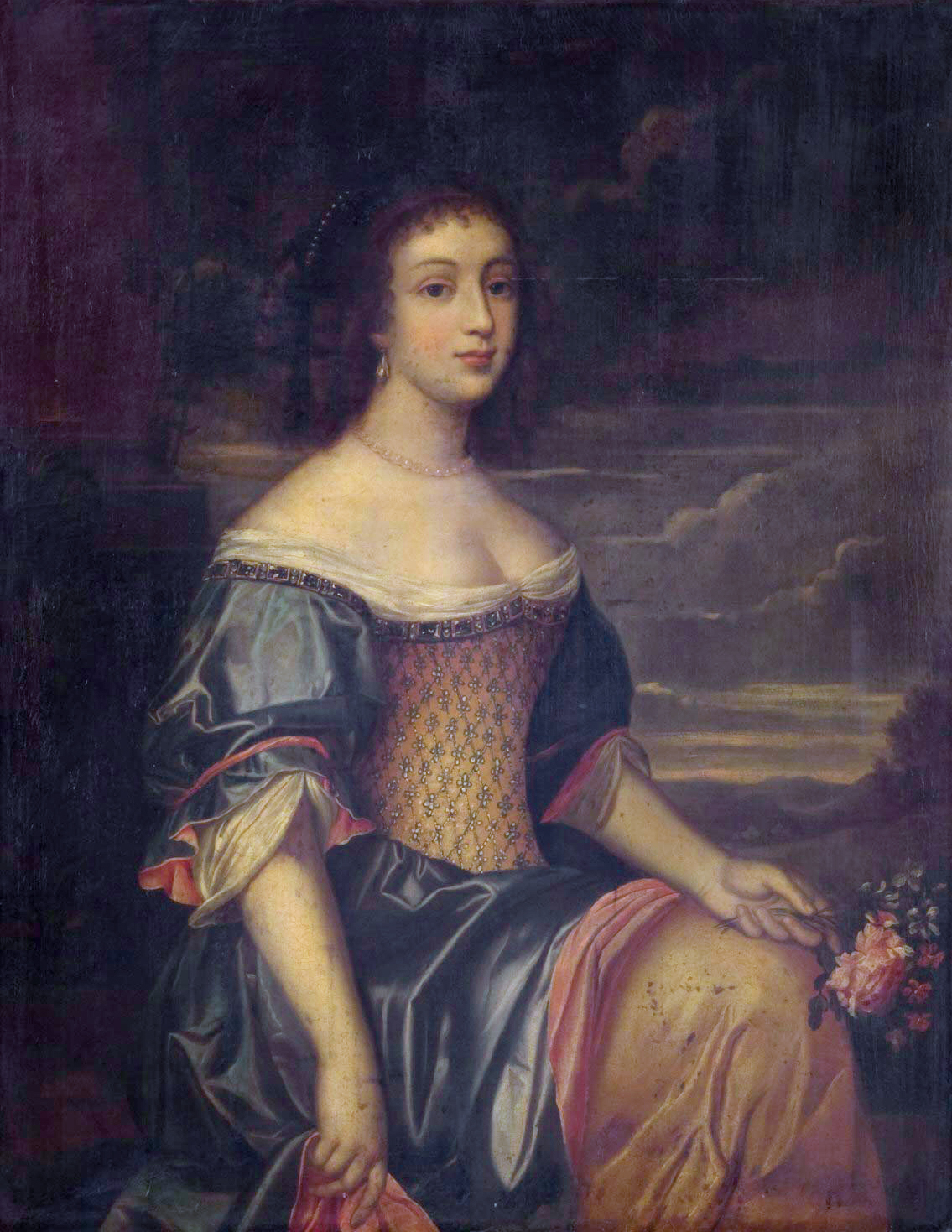
Герцогиня де Шеврез

Мадемуазель де Монбазон була дочкою герцога де Монбазона, старшого у феодальному клані Роганів, що володів величезними землями в Бретані й Анжу, від шлюбу з Мадлен де Ленонкур з не менш знатного роду Монморансі, померлої, коли доньці було 2 роки.

### Перший шлюб
У вересні 1617 року її видано заміж за великого сокольничого і коннетабля Франції Шарля д'Альбера (1578—1621), герцога де Люїня, фаворита Людовика XIII. Він долучив її до мистецтва політичної інтриги, представив при дворі, де вона заслужила дружбу короля і королеви. У грудні 1618 року король призначив її головною фрейліною королеви. Її вплив на Анну Австрійську був величезним. 1620 року герцогиня привела на світ Людовика-Шарля д'Альбера, хрещеним батьком якого став король.
Діти від першого шлюбу: Людовик-Шарль д'Альбер, герцог де Люїнь (1620—1699) та Анна-Марі (1622—1646)

### Другий шлюб

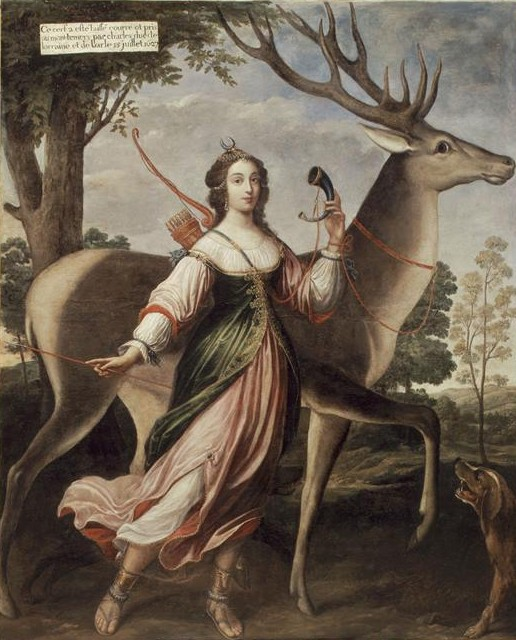
Портрет герцогині де Шеврез в образі Діани-мисливиці

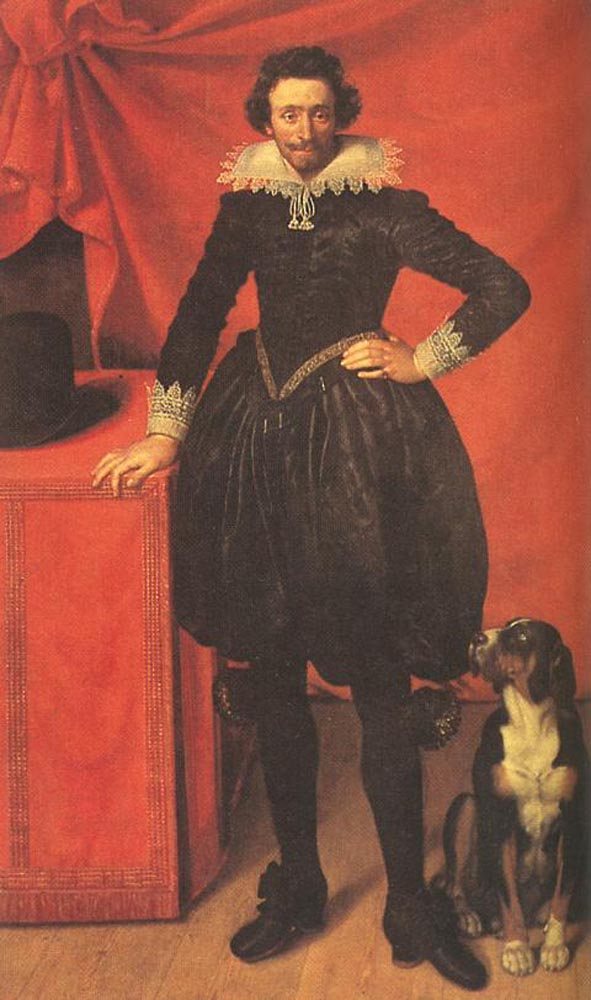
Франс Пурбус Молодший. «Портрет герцога де Шевреза», другого чоловіка мадам

Після смерті де Люїня від «пурпурової гарячки» (у той час так називали скарлатину) 1621 року герцогиня вийшла заміж за Клода Лотаринзького (1578—1657), герцога де Шеврез (21 квітня 1622). У другому шлюбі вона народила трьох дочок:
- Анна-Марія (1625—1652) — абатиса Пон-о-Дам (Pont-aux-Dames).
- Генрієтта (1631—1693) — абатиса Жуара (Jouarre) і пізніше Пор-Рояля.
- Шарлотта-Марія Лотаринзька (1627—1652) — призначалася в дружини принцу де Конті, стала коханкою кардинала де Реца, грала помітну роль у Фронді. Заміж не вийшла.

Найближча подруга Анни Австрійської, була віддалена від двору після інциденту: граючи з нею в коридорах Лувру, катаючись по слизькій підлозі, королева невдало впала і скинула тримісячний плід. Герцог де Шеврез намагався використати весь свій вплив на те, щоб герцогиню повернули до двору.

### Змови
Намагаючись завоювати втрачені позиції, вона спровокувала або була натхненницею низки придворних змов. Серед них:
- Справа Бекінгема (1623—1624), який скомпрометував королеву за допомогою коханця герцогині Генрі Річа (графа Голланда)
- Змова графа де Шале[ru] (1626), який, натхненний своєю коханкою герцогинею, збирався вбити Рішельє. Шале обезголовлено.
- Змова про заміну короля Людовика XIII його братом Гастоном Орлеанським.

19 серпня 1626 року герцогиня втекла в Лотарингію, де вступила в зв'язок з Карлом IV, герцогом Лотаринзьким. Через деякий час оселилася в замку свого чоловіка Дамп'єрр, продовжуючи будувати підступи заради підриву королівської влади.
Герцогиня де Шеврез перебувала в центрі всіх інтриг іноземних держав проти Франції: зокрема, переговори з герцогством Лотарингія та Іспанією, ведені маркізом Шатонефом (Хранителем печаток). Маркіз постраждав за те, що виступав від імені герцогині і був заарештований (1633).
Секретні обміни поштою між Анною Австрійською та її братом, іспанським королем, викрито 1637 року. За допомоги Ларошфуко мадам де Шеврез сховалася в Іспанії, потім перемістилася в Англію, і нарешті у Фландрію. Її залучено до змови Людовика Бурбона, графа Суассонського (1641).
У заповіті щойно померлого Людовика XIII особливим пунктом обумовлено заборону герцогині перетинати кордони Франції. Знадобилося рішення парламенту Парижа, щоб порушити останню волю монарха і герцогиня змогла повернутися.

### При Мазаріні
Після смерті Рішельє, знову опинившись у Франції, герцогиня опинилася в центрі так званої «змови Зарозумілих», яку інспірував Шатонеф проти Мазаріні (1643). Після арешту Сезара де Бурбона, герцога Вандомського, вона знову мусила втекти. Під час Фронди вона на деякий час наблизилася до Мазаріні (1649—1650), але покинула ряди його прихильників, коли парламентська і аристократична фронди з'єднали свої сили 1651 року.
1657 року третім шлюбом таємно поєдналася з капітаном гвардійців герцога Гастона Орлеанського маркізом Жоффруа де Легом (1614—1674), молодшим за неї на півтора десятка років.

### Смерть
Померла на самоті у віці 79 років (1679) в Ганьї.
Успадкувавши після смерті другого чоловіка герцогство Шеврез, вона передала його своєму синові від першого шлюбу, його пасинку. Титул перейшов до дому де Люїнь, представник якого, її прямий нащадок в 11-му коліні, носить його й нині.

## У мистецтві

### Художня література
- 1844 — мадам де Шеврез згадується, але жодного разу не виводиться прямо на сцену як дійова особа роману Олександра Дюма-батька «Три мушкетери», де вона — коханка (і любов) Араміса[7]. Хронологічну послідовність подій біографії герцогині порушено — зокрема, коли Араміс пише з-під Ла-Рошелі листа «своїй кузині білошвейці» в місто Тур, герцогиня ще перебувала в Парижі, в свиті королеви, в Тур її буде заслано кілька років потому.
- 1845 — у наступному романі трилогії «Двадцять років потому» автор згадує про її швидкоплинний зв'язок з Атосом і про те, що вона стала матір'ю віконта де Бражелона.
- 1847—1850 — у романі «Віконт де Бражелон, або Десять років по тому» (останньому в трилогії про мушкетерів А. Дюма-батька) де Шеврез вже є дійовою особою (виведена як «підступна інтриганка»).
- 2004 — белетризована біографія герцогині «Марія — королева інтриг» французької романістки Жульєтти Бенцоні.

### Кінематограф
- 1921 — серіал «Три мушкетери»[fr] (Франція) режисера Анрі Діаман-Берже; в ролі — Жермен Ларбодрієр.
- 1922 — «Двадцять років по тому»[fr] (Франція) режисера Анрі Діаман-Берже; в ролі — Жоржет Сорель[fr].
- 1961 — «Три мушкетери» (Франція, Італія); в ролі — Лена Скерла.
- 1964 — «Сірано і д'Артаньян» (Франція, Італія, Іспанія); в ролі — Жозетт Ларош.
- 1968 — «Людина в залізній масці» (Велика Британія) режисера Х'ю Дюка; в ролі — Соня Дрездель.
- 1975 — «Кардинал де Ретц» (Франція); в ролі — Джулія Данкор.
- 1978 — «Мазаріні»[ru] (Франція) режисера П'єра Кардиналя[ru]; в ролі — Жанна Коллетін[fr].
- 1992 — «Мушкетери двадцять років потому» (Росія, Франція) режисера Георгія Юнгвальд-Хількевича; в ролі — Ольга Кабо.
- 2009 — «Королева і кардинал[ru]» (Франція, Італія); в ролі — Шарлі Фуке[fr].
- 2013 — серіал «Три мушкетери»[ru] (Росія) режисера Сергія Жигунова; в ролі — Катерина Олькіна.

### П'єси
- Гаетано Доніцетті присвятив свою трагічну оперу «Марія де Роган» (Maria di Rohan, 1843) їй і змові Шале. Лібрето — на основі п'єси Локруа[ru] і Едмона Бадона Un duel sous le cardinal de Richelieu.